# Bransdale (dal)
Bransdale är en dal i Storbritannien.   Den ligger i riksdelen England, i den centrala delen av landet, 300 km norr om huvudstaden London. Dalen utgör även en civil parish med samma namn. 